# Collège Harper
Le collège Harper est un collège communautaire à Palatine, dans l'Illinois aux États-Unis. Le collège a été établi par référendum en 1965 et ouvert en septembre 1967. Il est nommé pour le dr William Rainey Harper, un pionnier du mouvement junior college aux États-Unis et le premier président de l'université de Chicago. Le président actuel est le dr Kenneth Ender.